# 田中基之
田中基之（1972年12月26日—），日本漫畫家。山口縣長門市出身。

## 作品
- 國手少年夢、原名
- 最強！都立葵坂高校棒球部，原名
- 棒球轟炸機、全5冊、原名
- 排球至尊、全13冊、原名

## 師匠
- 曽田正人

## 助手
- モリタイシ
- 新井隆廣